# Nahr el-Bared
Cet article concerne le fleuve. Pour le camp de réfugiés palestiniens, voir Camp de réfugiés palestiniens de Nahr el-Bared.
Nahr el-Bared (en arabe,  نهر البارد, le fleuve froid) est un fleuve libanais qui prend sa source à Ras el Ain, dans les montagnes libanaises (environ 1500 mètres d'altitude), au-delà de Qurnat As Sawda en direction de la Syrie. Le nom du fleuve à la source est Nahr Abou Moussa ou le fleuve d'Abou Moussa. Il se jette dans la mer Méditerranée au niveau du camp de réfugiés palestiniens de Nahr el-Bared, à moins de 20 kilomètres de la frontière avec la Syrie délimitée par le Nahr al-Kabir. Il n'est pas navigable.